# Românii din Ungaria

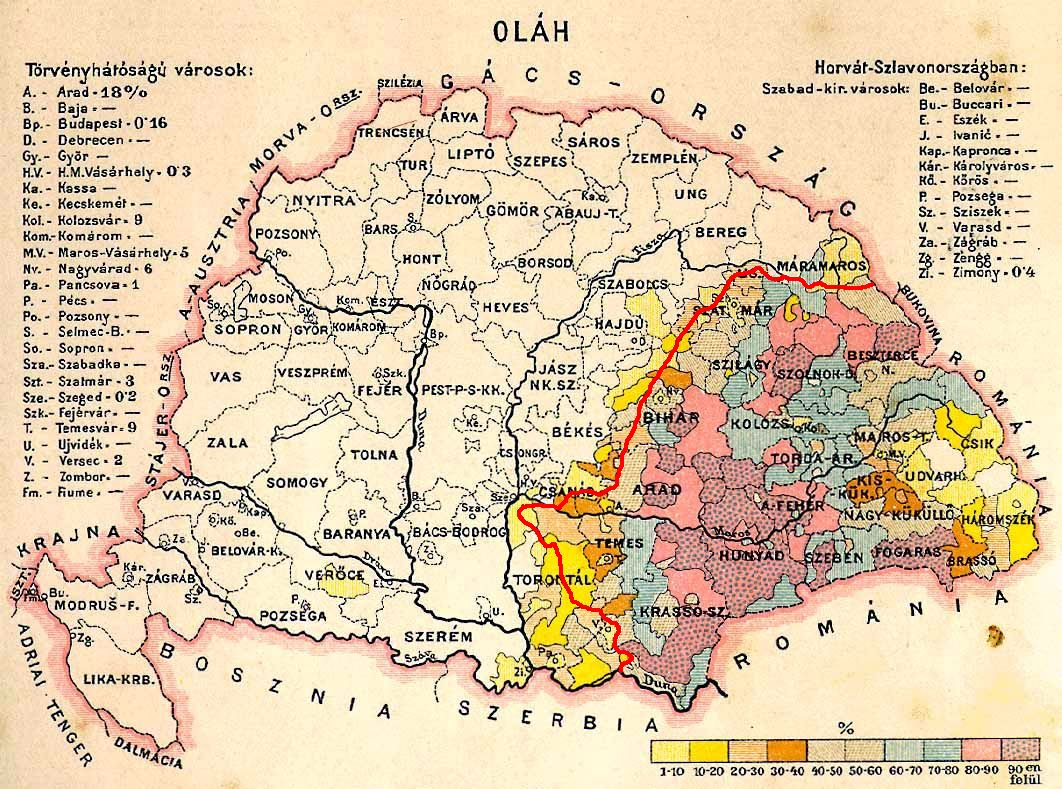
Românii din Ungaria Mare și frontiera stabilită în tratatul de la Trianon

În Ungaria, grupuri compacte de români trăiesc în mai multe așezări rurale din apropierea graniței cu România și în orașul Jula (maghiară Gyula). Un grup important de români se află și în capitala Budapesta.

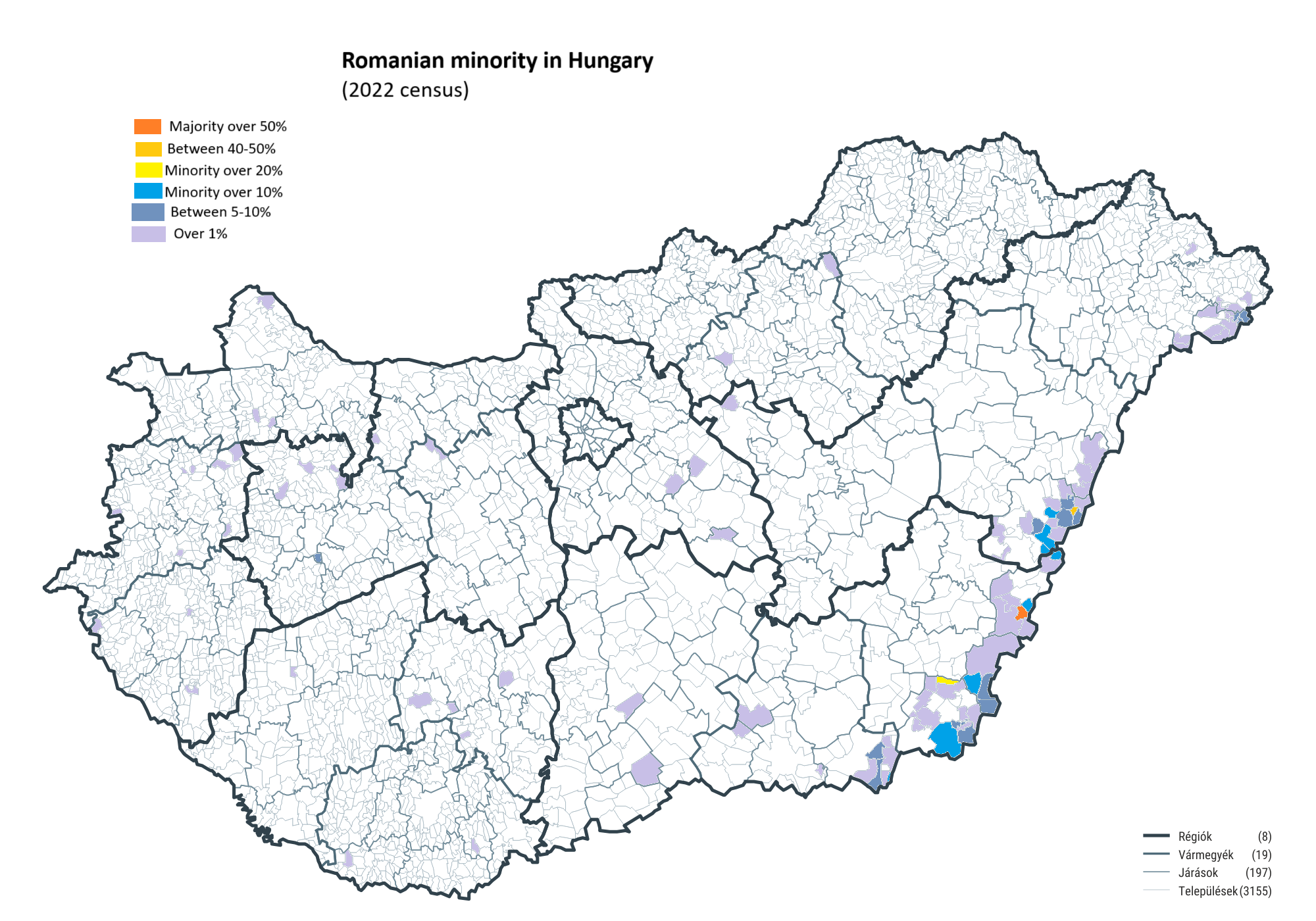
Românii din Ungaria după recenământul din 2022. Sursă: KSH (Oficiul Central de Statistică)

## Date statistice
Numărul românilor după recensământul din 1881:
| Localitate       | Numărul locuitorilor români | Numărul total al locuitorilor | % locuitorilor români |
| ---------------- | --------------------------- | ----------------------------- | --------------------- |
| Adoni            | 1158                        | 2986                          | 38.78                 |
| Aletea           | 1305                        | 5607                          | 23.27                 |
| Apateu           | 478                         | 1517                          | 31.51                 |
| Bătania          | 1288                        | 9195                          | 14.01                 |
| Bedeu            | 478                         | 537                           | 89.01                 |
| Bichiș           | 90                          | 22988                         | 0.39                  |
| Bichișciaba      | 152                         | 32616                         | 0.47                  |
| Cenadul Unguresc | 1509                        | 2777                          | 54.34                 |
| Chitighaz        | 2101                        | 3324                          | 63.21                 |
| Ciorvaș          | 32                          | 3148                          | 1.02                  |
| Crâstor          | 392                         | 1350                          | 29.04                 |
| Darvaș           | 226                         | 1133                          | 20.00                 |
| Jula             | 2608                        | 18046                         | 14.45                 |
| Jaca             | 533                         | 2690                          | 19.81                 |
| Leta Mare        | 1678                        | 5386                          | 31.15                 |
| Micherechi       | 1136                        | 1394                          | 81.49                 |
| Otlaca-Pustă     | 2401                        | 3013                          | 79.69                 |
| Peterd           | 404                         | 687                           | 58.80                 |
| Pocei            | 1085                        | 2582                          | 42.02                 |
| Săcal            | 433                         | 666                           | 65.02                 |
| Seghedin         | 67                          | 73675                         | 0.09                  |
| Uifalău          | 305                         | 616                           | 49.51                 |
| Vecherd          | 361                         | 393                           | 91.86                 |

Conform ultimului recensământ din 2011, numărul românilor a crescut substanțial (de 3 ori) fața de 2001 când se declaraseră doar 8000 de etnici români.  
În Ungaria trăiesc:
- Cetățeni de limbă maternă română: 13.886 persoane
- Cetățeni de naționalitate română: 26.345 persoane
- Cetățeni de religie ortodoxă română: 13.710 persoane

În tabel este prezentată evoluția populației românești din Ungaria, pe localități, conform datelor oficiale ale ultimelor recensăminte.

## Personalități
- Emanoil Gojdu (1802-1870), judecător la Curtea Supremă a Ungariei, binefăcător
- Andrei Șaguna (1809-1873), mitropolit ortodox, membru al Consiliului Imperial
- János Irinyi (1817-1895) din Leta Mare (Letavertes), inventator al chibritului
- George Pomuț (1818-1882), revoluționar pașoptist, general în armata americană, participant la războiul de secesiune, consul al Statelor Unite ale Americii la Petersburg, Rusia
- Aloisiu Vlad (1822-1888), judecător la Curtea Supremă a Ungariei
- Ioan Mezei Câmpeanu (1841-1919), judecător la Curtea Supremă a Ungariei
- Iuliu Todorescu (1866-1919), colecționar de carte
- Iosif Siegescu (1873-1931), decan al Facultății de Litere din Budapesta în perioada interbelică
- Ioan Bud (1880-1950), ministru de finanțe

## Presă, emisiuni TV
La Jula apare "Foaia românească", săptămânal în limba română. La televiziunea maghiară există scurte emisiuni în limba română (cam jumătate de oră pe săptămână).

## Autoguvernarea Românilor din Ungaria
Conform legilor ungurești, fiecare minoritate, inclusiv românii, își alege un organism reprezentativ care să-i reprezinte interesele. Organismul care reprezintă interesele minorității române se numește Autoguvernarea pe Țară a Românilor din Ungaria (prescurtat AȚRU). Respectiva organizație beneficiază de subvenții din bugetul statului ungar.
Ședința de constituire a AȚRU a avut loc în 22 martie 2007. Ședința s-a ținut în limba maghiară, în ciuda protestelor unei părți din deputați care au cerut să se vorbească românește. Propunerea respectivă a fost respinsă prin votul majorității.